# 3C 75
3C75, ou 3C 75, est constitué de deux galaxies actives en interaction situées à ∼ 300 millions d'a.l. (∼ 92 Mpc) de la Terre dans la constellation de la Baleine, dans l'amas de galaxies Abell 400,. On y retrouve deux trous noirs supermassifs distants l'un de l'autre de ∼ 25 000 a.l. (∼ 7,66 kpc) et formant un trou noir binaire.
3C 75 pourrait être la source de rayons X 2A 0252+060 (1H 0253+058, XRS 02522+060).